# Diego Gómez (periodista)
Diego Gómez (Málaga, 1936 - Ibidem., 3 de marzo de 2021) fue un periodista, actor, redactor, presentador de televisión y locutor español.

## Biografía
Nacido en el distrito malagueño de Churriana, vivió parte de su infancia en el barrio de Huelin. Estudió arte dramático en el Conservatorio de Málaga. 
Comenzó su andadura radiofónica a través de las ondas de Radio Juventud-La Voz de Málaga, presentando durante cerca de cuarenta años el programa 'Cancionero', desde donde difundió y promocionó la copla. En Radio Juventud fue pareja radiofónica de María Teresa Campos. Juntos presentaron, desde 1972, el programa ‘Estrellas de la Copla’ y durante varios años, diversos espectáculos al aire libre celebrados en el parque de atracciones y espectáculos Tívoli. Tiempo después, se hizo cargo del programa ‘El patio de Radiolé’ en la cadena Radiolé y trabajó en Radio Nacional de España.
También se acercó a la pequeña pantalla, a través de Televisión Española, en el programa 'Pasa la vida'; y en otras cadenas como: Localia Televisión, PTV Málaga y Canal Sur Televisión.
Su incursión en el mundo periodístico, se produjo por medio del diario Sur donde escribió, durante diez años, una página semanal titulada 'Domingo musical'.
Estrechamente vinculado al mundo cofrade malagueño, fue hermano mayor de la Real Hermandad de Nuestra Señora del Rocío de Málaga. Durante más de cuarenta años retransmitió los actos centrales de la Semana Santa de Málaga. Cada año recitaba el poema de Luis María Cabanillas al Cristo Cautivo. Grabó varios discos como recitador de poemas y letras populares con su inconfundible voz. Desde 1988 fue miembro del Movimiento de Apostolado Familiar San Juan de Ávila.
Casado con Lucía Redoli, tenían dos hijos y cuatro nietos.
Falleció a los 84 años en el Hospital Regional de Málaga, donde llevaba ingresado varias semanas a causa del COVID-19.

## Homenajes
- Abanderado de la Feria de Málaga (2002).
- Premio Marengo de Oro 2011, otorgado por la asociación de vecinos Torrijos, de Huelin.[6]
- Premio Málaga por bandera (2016), otorgado por la Federación Malagueña de Peñas, Centros Culturales y Casas Regionales La Alcazaba.
- El Ayuntamiento de Málaga le homenajeó, poniendo su nombre a uno de los jardines de su barrio de Huelin (15 de octubre de 2018).[7]
- El Ayuntamiento de Alhaurín de la Torre tenía previsto inaugurar una calle a su nombre (2021).